# Nyköping (đô thị)
Đô thị Nyköping (tiếng Thụy Điển: Nyköping kommun) là một đô thị ở hạt Södermanland của Thụy Điển. Thủ phủ là thị xã Nyköping. Dân số thời điểm 31 tháng 12 năm 2000 là 49063 người.